# 英雄不再2 垂死掙扎
《英雄不再2 垂死掙扎》（又译作）是由Grasshopper Manufacture开发的动作冒险砍杀游戏，于2010年在Wii平台推出。本作是《英雄不再》的续作，由Marvelous Entertainment、育碧以及Rising Star Games分别在日本、北美和PAL地区发行。游戏继续讲述职业杀手特拉維斯·塔奇的故事。当得知一家公司的首席执行官雇佣杀手杀害了他的挚友后，为了向杀害他挚友的杀手复仇，特拉维斯再度加入了杀手排名战，在与更多杀手的战斗中登上排行榜的頂點。
《英雄不再2》是该系列中唯一没有由須田剛一担任总监的游戏；须田担任本作的执行总监，而总监一职由市来信高接任。本作受到了好评，评论家认为其比前作更出色。Engine Software开发的移植版于2020年在任天堂Switch上推出，并于2021年在Amazon Luna和Microsoft Windows上推出。本作之后推出了两部续作：《特拉維斯再戰江湖：英雄不再》（2019年）和《英雄不再3》（2021年）。